# 萌妃驾到
《萌妃驾到》（英語：Mengfei Comes Across），2018年中国大陆古装剧，故事背景为唐朝时期。本剧改编自连翘的网络同名小说，由金晨、汪东城领衔主演，优酷视频于2018年6月8日首播。

## 播出时间
| 频道                     | 所在地   | 播映日期      | 播出时间 | 备注 |
| ------------------------ | -------- | ------------- | --- | ---- |
| 优酷视频                 | 中国大陆 | 2018年6月8日  | |      |
| Astro AOD、AOD HD        | 马来西亚 | 2020年3月2日  | 星期一至五 21:30 - 22:30 2020年4月18日 21:30 - 22:30                                                                           |      |
| 翡翠台                   | 新加坡   | 2020年3月2日  | 星期一至五 21:30 - 22:30 2020年4月18日 21:30 - 22:30                                                                           |      |
| 新時代2高清台 （FTV2HD） | 加拿大   | 2020年3月2日  | 星期一至五 17:30 - 18:30/21:30 - 22:30（西岸时间/温哥华） 星期一至五 19:30 - 20:30/星期二至六 00:30 - 01:30（东岸时间/多伦多） |      |
| TVB1                     | 美国     | 2020年3月2日  | 星期一至五 20:30-21:30 2020年4月18日 20:30 - 21:30                                                                             |      |
| TVB2                     | 美国     | 2020年3月2日  | 星期一至五 22:00-23:00 2020年4月18日 22:00 - 23:00                                                                             |      |
| TVBe                     | 美国     | 2020年3月2日  | 星期一至五 16:00-17:00 2020年4月18日 16:00 - 17:00                                                                             |      |
| 無綫翡翠台               |          | 2020年3月3日  | 星期二至六 21:30-22:30 2020年4月19日 21:30 - 22:30                                                                             |      |
| J2                       | 香港     | 2021年3月30日 | 每日 06:00 - 07:00 及 18:30 - 19:30 （如當日為賽馬夜將改為17:30 - 18:30／18:00 - 19:00播出）                                   |      |

## 演员列表

### 主要演员
| 演員   | 角色     | 介紹 | 粵語配音 |
| 金晨   | 步萌     | 萌妃。康城御史大夫的女儿步萌，进宫后为了躲避宫廷是非，也不愿意自己的姻缘命运被他人安排左右，一辈子依附皇权过日子，一直都以装病躲避侍寝。在第13集因在嫌貴人案發前有些爭執被誤會為嫌疑人。與曲嬪、言妃、骁贵人是好姊妹。 | 劉惠雲   |
| 汪东城 | 温楼     | 皇帝。暖男的皇帝，皇帝因步御史多次批评谏言，决定找步御史的女儿步萌出气，随着与步萌越来越多的接触反被她与众不同的个性所吸引，开始有意无意的制造接触机会。                                                               | 梁偉德   |
| 夏一瑶 | 言輕     | 言妃，师从墨家，聪明伶俐。為了躲避同門師妹和皇上打賭，賭贏了從而進宮為妃，是立志要做“發明王”的女人。但是進了宮之後莫名其妙就遭雷劈了，還沒劈死，所以人人都叫她“妖妃”。和步萌、曲婉婉、骁贵人是好姊妹。                 | 魏惠娥   |
| 韩玖诺 | 曲婉婉   | 曲嫔，只有16歲，雖然膚白貌美年輕漂亮，但是進宮後一天榮寵日子都沒過上就受了冷遇，所以只能用食物一解相思愁，所以之後她就時刻恪守著一名作為吃貨的自我修養。與步萌、言妃、骁贵人是好姊妹。                                 | 何寶珊   |
| 米娜   | 聞人那夏 | 骁贵人，康國大將軍的女兒，武功高強。和皇上是青梅竹馬，因為父親戰死沙場，皇上看她孤苦無依，就把她接進宮做了貴人。與沈觴有婚約但沈觴卻消失在戰場上。和步萌、言妃、曲婉婉是好姊妹。                                       | 鄭麗麗   |

### 皇宮常設演员
| 演員   | 角色   | 介紹 | 粵語配音 | 出場集數 |
| 贾清茹 | 如韶欣 | 如贵妃，玉泉宫的美艳贵妃、宫斗技能满点級终极BOSS。 | 詹健兒   |          |
| 俞思遠 | 足嬪   | | 林元春   |          |
| 王語宸 | 水嬪   | | 張頌欣   |          |
| 衣妍婷 | 王嬪   | | 成瑤孆   |          |
| 翟璘   | 伊贵人 | 伊贵人爱皇帝爱到无法自拔，每日吟诗作对，触景生情，默默流泪，令人心生惋惜之情。但其心情来的快，走得也快。                                                                         | 何璐怡   |          |
| 馬丁   | 嫌貴人 | | 梁少霞   |          |
| 汤梦佳 | 烟儿   | 步萌贴身丫鬟。自幼跟在步萌身边，两人情同姐妹。古灵精怪伶牙俐齿的她偶尔还有点毒舌，跟随步萌入宫后，化身鬼马萌友，助攻㨃人两不误。                                                 | 葉曉欣   |          |
| 杨运麒 | 春萍   | 言妃贴身丫鬟。她心地善良、呆萌可爱，做事又透着古灵精怪，面对芳华宫四人“宫逗”生活，不仅围观，还时常参与，与萌妃、言妃、烟儿组成最强联盟。                                         | 羅孔柔   |          |
| 張恆羽 | 綠柳   | 如贵妃贴身丫鬟。 | 陳琴雲   |          |
| 高玉庆 | 吴惟庸 | 皇帝身邊的太監。 | 李錦綸   |          |
| 唐浩   | 福熹   | 皇帝身邊的太監，吴惟庸的徒弟。 | 李安邦   |          |
| 张海宇 | 何弃疗 | 后宫“F4”之一，皇帝身邊的史官。 | 張方正   |          |
| 周斌   | 鲍屈   | 后宫“F4”之一，喜欢自夸但又总是抓不到刺客的侍衛長。 | 關令翹   |          |
| 劉冠麟 | 柳謹言 | 后宫“F4”之一，皇帝身邊的太醫兼兒時玩伴，喜歡朴丽姬。 | 黃啟昌   |          |
| 刘蔚森 | 蔡太贤 | 後宮「F4」之一，御膳房掌勺御厨，与何弃疗等四人组成后宫“F4”。是个热心肠并且十分爱凑热闹，比起烧菜更喜欢赚钱。和萌妃等众娘娘一起各种“搞事情”，是一个敏感善良有些胆小的中年光棍儿。 | 葉振聲   |          |
| 温东海 | 十八杀 | 時常來無影去無蹤的，是皇帝的御內侍衛，經常暗中保護皇帝的人。 | 陳卓智   |          |
| 陈佳妍 | 太后   | 溫樓的母親，不喜歡步萌。 | 陸惠玲   |          |
| 楊宛翊 | 昔人   | 太后的侍女。 | 陳琴雲   |          |

### 其他演员
| 演員                | 角色     | 介紹 | 粵語配音            | 出場集數              |
| 陳秋果              | 步御史   | | 翟耀輝              | 第1、16、28集         |
| 蘇海榮              | 聞人將軍 | |                     | 第2集                 |
|                     | 宮女     | 驍貴人的侍女，見驍貴人爭寵無望，欺負驍貴人 | 成瑤孆              | 第2集                 |
| 馬克                | 沈殤     | | 雷霆                | 第2、31集             |
| 李嘉雯              | 小白     | 性格精灵古怪，被宫内的众嫔妃认为是皇帝宠爱的斗鸡化为的“鸡精”，和宫内的嫔妃们打成一片。然而，这个突然出现在宫廷里，在后宫掀起波澜的“鸡精”身份就真的那么简单吗？她进入后宫的目的究竟是什么？                                                    | 凌晞                | 第5集                 |
| 賴曉生              | 假使臣   | | 陳永信              | 第6集                 |
| 岳冬峰              | 假大王   | | 陳欣                | 第6集                 |
| 余金金              | 嬌嬌     | 言妃的小師妹，嗓音甜又酥骨，總愛和師姐比，因為師姐從小就愛說她笨，從來沒覺得自己哪比師姐差，但師姐總一副高高在上，好像世間就她最聰明 | 張頌欣              | 第7集                 |
| 余佳淼              | 尹素素   | 女刺客，入宮目的是遞狀紙給皇上，鮑屈對她一見鐘情 | 凌晞                | 第9集                 |
| 李圣佳 童年：徐崴羅 | 康善卷   | 蔡太賢與初戀康蔓花所生之子。蔡太贤的弟子，实际上是蔡太贤的儿子。 | 黃積權 童年：謝潔貞 | 第11集                |
|                     | 康蔓花   | 蔡太賢的初戀，被家人拆散，未婚生子，遭人恥笑，度日如年。 | 曾秀清              | 第11集                |
| 馬瑞澤              | 金劍     | 蔡太賢的徒弟。 |                     | 第11集                |
| 李高吉              | 銀劍     | 蔡太賢的徒弟。 | 鄧志堅              | 第11集                |
| 徐凯鑫              | 东王     | 皇帝的皇兄弟。表面上沈迷於花天酒地，但實則上喜歡男的。 | 曹啟謙              | 第12、14集            |
| 王毅凡              | 西王     | 皇帝的皇兄弟。有暴力傾向，喜愛喝酒，醉酒時會通街打人。 | 李鎮然              | 第12、14集            |
| 谢继华              | 南王     | 皇帝的皇兄弟。喜愛那些值錢的物品，似乎與北王最為親近。 |                     | 第12、15集            |
| 沈聿博              | 北王     | 皇帝最小的皇弟。皇兄中似乎與南王更為親近。 | 曾秀清              | 第12、15集            |
| 瞿澳晖              | 甄世爽   | 皇帝的情敵兼下屬。字本愚，人稱記憶神探的大理寺少卿，有著過目不忘的特質，是步萌以前的同窗，曾經喜歡步萌，步萌的初戀。 | 李凱傑              | 第13-18、21集         |
| 陳德修              | 步约     | 步萌的哥哥，人帅嘴贱的大将军。 | 李致林              | 第13、16、20、27-28集 |
| 李詩妍              | 老鴇     | 春風得意樓的老闆娘 |                     | 第14集                |
| 申劍                | 張二     | 侍候嫌貴人的太監，嫌貴人死後請假回家 | 張預東              | 第15-16集             |
| 姚亞楠              | 小青     | 王嬪的宮女，小翠的朋友，嫌貴人死後受小翠拜託收拾小翠的東西。 |                     | 第15集                |
| 姚紫薇              | 小翠     | 侍候嫌貴人的宮女，經常沒有緣由被嫌貴人打。前些日子被嫌貴人打傷，直接送出宮，連自己的包袱也沒拿。 | 本角沒有對白        | 第16集                |
| 黄梓熙              | 蘇軟     | 身材很好，心機很重的女人，深得太后歡心，留在宮中小住。針對步萌，企圖成為后宫嫔妃。 蘇軟安排乞丐誘拐小郡王兄妹參加武林大會，她對溫樓栽贓步萌是幕後黑手。老乞丐再度誘哄小郡王兄妹出宮參加最強大腦，鮑屈審問揭穿真相，蘇軟的陰謀敗露被趕出皇宮。 | 陳皓宜              | 第19、22-24、26集     |
| 張夢圓              | 假公主   | 異國公主的侍女，代替公主入皇帝後宮，身材肥胖，與步約情投意合 | 羅孔柔              | 第20集                |
| 劉婷婷              | 真公主   | 異國公主 |                     | 第20集                |
| 裴文博              | 長治     | 小郡王，溫樓的外甥 | 陸惠玲              | 第25-26集             |
| 尚怡琳              | 久安     | 小郡主，溫樓的外甥女 | 何璐怡              | 第25-26集             |
| 仇曉燕              | 步母     | | 沈小蘭              | 第27集                |
| 迟宁宁              | 陈鸢喜   | 女将军，與步約是相愛相殺的歡喜冤家，後成親。 | 凌晞                | 第27-28集             |
| 邱梓童              | 煦方     | 戶部侍郎 | 胡家豪              | 第27-28集             |
| 宋宮葵              | 陳父     | | 朱子聰              | 第27-28集             |
| 賈麗偉              | 陳母     | | 雷碧娜              | 第28集                |
| 馬一奧              | 黃沛池   | 太后賞賜給芳華宮的太監 | 曹啟謙              | 第29集                |
| 李東格              | 碧池     | 沛池的胞妹 | 詹健兒              | 第29集                |
| 沈瑶                | 朴丽姬   | 高丽少女，帶着父親的半塊玉佩前往異國尋親，喜歡柳謹言。 | 黃昕瑜              | 第32-33、36集         |
|                     | 女鬼     | 女鬼慕名而來，步萌在下邊口碑可好了，說萌妃是愛管閒事群體中，管閒事管得最好、最到位的 | 林元春              | 第33集                |
| 索千惠              | 寶琴     | 宮女，化名小甜甜與福熹成為筆友 | 謝潔貞              | 第34集                |
|                     | 宮女     | 幫寶琴找會畫畫的人來為她畫畫像 | 成瑤孆              | 第34集                |
| 安迪                | 凱撒     | 西洋人，到皇宮尋找「紅杏」 | 麥皓豐              | 第36集                |

## 劇情分集
| 集數 | 標題             | 劇情 |
| 01   | 避寵是門學問     | 劇情發展 御史大夫的女兒步萌天性自由散漫，對后宮嬪妃的你死我活避之不及。步萌有幸在宮廷中認識到聰慧的言妃、愛哭鼻子的曲嬪、武功高強的驍貴人，三人性情相投成無話不談的好友。御史多次向皇上溫樓批評諫言，溫樓決定找步御史的女兒步萌出氣，步萌假裝掉進茅房逃避侍寢被言妃一眼看穿。步萌不小心將溫樓撞傷，倉皇逃離現場，沒想到溫樓還是一眼在眾嬪妃中找到她。                                                                               |
| 02   | 我的朋友圈       | 劇情發展 驍貴人無意爭寵，經常被下人怠慢。路見不平的步萌正要上前理論，卻被驍貴人一身好武功吸引。當朝重臣的女兒如貴妃嬌縱跋扈，教訓風頭正盛的步萌，溫樓趕來製止讓如貴妃下不來台。步萌好心送曲嬪糕點，被過來問診的太醫柳謹言發現是毒糕。言妃在外乘涼險些被太監推入湖中，曲嬪的住處著火，幸虧驍貴人及時趕到將其救下。步萌察覺明顯是有人故意為之，內心隱隱不安。                                                                         |
| 03   | “愛在深宮”惹的禍 | 劇情發展 步萌冤家路窄碰上如貴妃，如貴妃一通責罰讓步萌心生不滿。步萌想起史官何棄療曾提到如貴妃追的深宮小說爛尾，便決定冒充作者續寫小說。步萌連夜撰寫小說，結局讓如貴妃非常不滿，責令何棄療將作者找出來。步萌這才得知惹了麻煩，口無遮攔的說出是自己杜撰的。步萌為了躲避貴妃去找皇上，沒想到正好碰上溫樓在沐浴。 |
| 04   | 助孕偏方         | 劇情發展 如貴妃為懷上龍子，讓丫鬟綠柳從宮外幫她弄來薛神醫的助孕神藥。如貴妃喝下神藥渾身散發惡臭，弄巧成拙給溫樓都熏走了。如太師仗著手握重權給溫樓施壓，溫樓不得不探望如貴妃。如貴妃又藉風水玄學、魅惑速成班妄圖獨霸聖寵，溫樓只覺避之不及。太監勸說溫樓留宿如貴妃住處，好打消如太師的糾纏。喝醉的如貴妃以為好事將近，言妃打聽到溫樓當晚是在書房過夜，為如貴妃的假孕感到不屑。                                                       |
| 05   | “雞精”小白       | 劇情發展 溫樓的愛雞小白在斗雞比賽中獲勝，步萌違心誇讚幾句沒想到小白當場暴斃。溫樓責令柳謹言查明小白死因，並讓步萌將其安葬。步萌發現小白尸首不見，而府邸內出現一位自稱化作人形的“小白”。“小白”本想做禍國的妖妃，卻因凡人進貢的不到位被牽制住，沒能修煉成仙。“小白”神神叨叨的模樣讓步萌姐妹們信以為真，膽小的步萌將此事告知溫樓，溫樓卻發現“小白”像位故人。                                                                           |
| 06   | 使臣來訪風波     | 劇情發展 步萌在宮門口碰上自稱是清泉國派來的使臣崔某，崔某稱通關文牒丟失被守衛驅逐，步萌善心大發將荷包送給崔某。崔某混進宮得溫樓召見，溫樓暗中派影衛調查崔某身份有假。為了教育步萌不輕信他人，溫樓示意太監主持歌舞秀招待使臣。曲嬪憑驚鴻舞驚艷四座，被清泉國的“大王”相中，“大王”向溫樓討要曲嬪聯姻，孰料溫樓竟讓步萌去和親。溫樓派使者請來清泉國真的大王，步萌這才知兩人是冒牌身份。                                                 |
| 07   | 腦殘粉           | 劇情發展 無數嬪妃爭先恐後的圍堵溫樓，場面堪比粉絲見面會。曲嬪抱著溫樓的人形玩偶還是未能吸引註意，便將怨氣撒到言妃身上責怪她製作的周邊粗製濫造。后宮嬪妃爭搶溫樓的周邊物品，唯獨步萌淡然處之。言妃的發明被眾嬪妃唾棄，面臨賠錢危機。言妃的童年噩夢小師妹又頻頻向她挑釁，讓言妃對引以為傲的技能失去信心。言妃危急時刻救下師妹，兩人的糾葛這才煙消雲散。                                                                               |
| 08   | 致鬱專家         | 劇情發展 柳謹言太醫的拖延症讓后宮的人吃不消，連溫樓都接到投訴親自過問。柳太醫工作遇到瓶頸，感慨自己行屍走肉的活著一無是處。后宮的人都稱他是致鬱系太醫，拖了醫屆的後腿。步萌為了把他拉回正途一番開導，可柳太醫還是身陷囹圄。步萌找驍貴人假扮醫屆偶像華鵲邈，柳太醫在偶像的說教下幡然醒悟。驍貴人卻因打扮怪異被侍衛長當成刺客抓了起來。                                                                                               |
| 09   | 偶像的偶像       | 劇情發展 侍衛長鮑屈自從柳太醫的“開導”後鬱鬱寡歡，相親失敗又令他大受打擊。鮑屈深知手下對皇上暗衛十八殺的崇拜，便將十八殺當成假想敵。鮑屈想在弟兄面前重建威信，步萌勸他把十八殺的矛盾放下。步萌牽線讓兩人見面，誰知劇情不按套路發展，反而招來弟兄嘲諷。步萌安排劇本要當眾給鮑屈樹立威信，沒想到來了真刺客尹素素。鮑屈對素素一見鍾情魂不守舍，煞費苦心的為尹家冤案忙前忙後，還是沒能換回美好的結局。                                   |
| 10   | 深宮婦女聯合會   | 劇情發展 溫樓安排步萌為后宮“送溫暖”，提升后宮女人的幸福指數。步萌與姐妹成立深宮婦女聯合會，正巧碰上足嬪和王嬪發生爭執。深宮婦聯的人出動做調解，步萌忙前忙後兩人最終和解。婦聯在深宮的聲勢浩大，如貴妃那裡卻沒有動靜讓眾人隱隱不安，步萌特意找溫樓求了免罰書以防不備。如貴妃成立得寵協會，眾嬪聽聞紛紛要求退出步萌的協會。步萌斷了經濟來源便將免罰書賣掉，沒想到卻給自己招來麻煩。                                                   |
| 11   | 半個刺客"大黃"   | 劇情發展 一男一女一狗潛入皇宮，鮑屈失職誤讓刺客逃走，只帶回一隻狗交差。鮑屈將狗暫交給步萌姐妹收養，曲嬪對狗甚是喜愛取名大黃。大黃初來乍到鬧得宮中雞飛狗跳，鮑屈經多方尋找終於把刺客捉拿歸案。兩刺客拒不承認犯罪事實，步萌仔細觀察分析出刺客真實身份。溫樓對步萌的表現刮目相看，十八殺的英勇傳說讓言妃等人欽佩不已，一次偶然言妃見到真實的十八殺，內心不禁對他有了新的認識。                                                         |
| 12   | 御膳師徒         | 劇情發展 自稱叫康善卷的小生想拜入御膳名廚蔡太賢門下，太賢見其人畜無害、口齒伶俐便收其為徒。太賢帶眾愛徒參加廚房爭霸賽，善卷靠賣慘拉票打敗太賢成掌勺御廚。步萌看出善卷對太賢抱有敵意，疑兩人曾有過節。太賢偶然看到定情物在善卷手中，不禁懷疑他與初戀康蔓花的關係。善卷這才表明自己是來替母親算賬的，如今心願已了便離開宮中。善卷離開不久後，溫樓對其做的美食愈發想念，曲嬪主動請纓到宮外找回善卷。                                   |
| 13   | 記憶神探         | 劇情發展 嫌貴人被人謀殺，由於步萌曾和她有過紛爭，步萌淪為殺人疑犯入獄。新婚男子在密室中毒身亡，記憶神探甄世爽很快就找出兇手。溫樓召甄世爽回宮查案，甄世爽不由得想起往事。步萌和甄世爽在學院關係十分親密，同窗認為步萌可憐甄世爽家境貧寒。步萌跟隨家人前往都城，甄世爽在送行時沒有現身。甄世爽和步萌宮內相見，步萌對他舊情難忘。甄世爽驗屍發現重要線索，嫌貴人竟然出軌。                                                             |
| 14   | 真相之外         | 劇情發展 甄世爽的調查結果證明步萌不是真兇，溫樓限他五日內破案。嫌貴人的寢室出現東王的扇子，步萌女扮男裝陪著甄世爽出宮查案，溫樓派十八殺暗中保護他們。東王聲稱扇子被西王拿走，為了照顧喝醉的西王，甄世爽和溫樓當晚留宿宮外。吳惟庸的探子聲稱步萌和兩名男子住在一個房間，溫樓為此大吃飛醋。甄世爽徹夜守護在步萌的門外，翌日西王醒來後自稱把扇子給了南王。                                                                             |
| 15   | 那些年錯過的愛情 | 劇情發展 北王承認撿到扇子，他用扇子砸了宮內一對幽會的男女，最後拿走扇子的人去瞭如貴妃的寢宮。步萌回想起曾經寫信給甄世爽，目的是要他去提親，甄世爽坦白沒有收到這封信。綠柳揭穿命案發生當天，嫌貴人曾經想把步萌的簪子獻給如貴妃。大臣妃嬪質疑溫樓沒有寵幸后宮是因為身有隱疾，溫樓希望步萌假裝侍寢平息謠言。步萌打碎嫌貴人寢宮的花瓶，卻在花瓶中發現刺客的刺青圖騰。                                                                   |
| 16   | 東籬國餘孽       | 劇情發展 甄世爽很快破獲命案，原來嫌貴人和假太監有私情，她因私情被北王發現畏罪自殺。僕人下毒謀害步御史，溫樓陪伴步萌探望，僕人供出太師就是幕後黑手。溫樓在街頭被蒙面人刺殺，步萌捨身為溫樓擋住刺客的毒針。步萌利用刺客設下騙局，故意在宮裡散播刺客招供的消息。如貴妃主僕去牢房殺人滅口，卻被步萌當場撞破。如貴妃為掩蓋目的，將有毒的飯菜送給如戎。如戎發現飯菜有毒，含恨揭穿如貴妃是東籬國的王室，嫌貴人正是發現這個秘密被逼迫自盡。 |
| 17   | 口是心非         | 劇情發展 溫樓輕吻步萌的額頭，步萌漸漸心動。甄世爽出宮前向步萌示愛，他感慨當年如果收到信，他們的結局會不一樣。此時溫樓突然出現，他吸引走步萌所有註意力。曲嬪為了討皇上喜歡，開始練習各種樂器。為了打破皇帝身患隱疾的謠言，步萌假侍寢陪溫樓睡一張床。溫樓不斷言行曖昧討好步萌，還聯手製作陶器。步萌和溫樓都愛上了彼此，他們卻都無法開口說出愛意。                                                                                     |
| 18   | 分手前的一夜     | 劇情發展 步萌查獲刺客案，溫樓答應履行約定放步萌出宮，他們決定以一起逛鬼市當做餞行。溫樓謊稱沒有帶錢，騙步萌買心形石頭送給他。他們在鬼市偶遇甄世爽，三人一起誤入青樓。當晚步萌酒醉誤闖溫樓的房間，溫樓坦白後悔放她自由，不希望看到步萌和別人在一起。青樓是家黑店，他們下藥迷昏步萌和溫樓。黑店把步萌賣到外地，溫樓在途中救了步萌。二人當晚露宿深山，夜裡彼此擁抱取暖。                                                               |
| 19   | 婆媳大戰         | 劇情發展 太后陪同溫樓和步萌回宮，太后當著眾妃嬪的面處罰步萌。溫樓妥善為步萌規劃出宮計劃，步萌送禮物給言妃等人辭行。太后裝病逼溫樓和美人小軟相親，步萌看到這一幕黯然喝醉，還吐了溫樓一身。太后要把步萌打入冷宮，溫樓見狀謊稱步萌懷孕。小軟算計步萌摔倒，並請來神醫揭穿步萌假懷孕。太后震怒將步萌逐出宮，步萌卻在離開皇宮時才明白她愛上溫樓，她果斷放棄出宮夢想回到溫樓身邊。                                                         |
| 20   | 約否             | 劇情發展 異國公主被獻入皇帝后宮，步約竟和身材肥胖的公主情投意合。步萌偷看兄長約會，誤以為步約為了搶奪公主謀殺皇帝。步萌想要棒打鴛鴦，步約卻帶著公主私奔。步萌膽戰心驚的請罪，溫樓否認要納公主當妃子。步約認定公主是真愛，溫樓當面揭穿和步約私奔的是個假公主，步約這才知道自己被欺騙感情。步萌戴著甄世爽送的木簪，溫樓吃醋吻了她，隨後溫樓又以吻和步萌確定戀愛關係。                                                                 |
| 21   | 初戀的喜帖       | 劇情發展 甄世爽即將成親，步萌收到喜帖十分失落。步萌在芳華宮大談初戀，溫樓聽到卻假裝不在意。溫樓故意約言妃放風箏，又大方賞賜曲嬪美食，步萌絲毫沒有吃醋。溫樓佯裝親密和驍貴人練劍，步萌只顧看熱鬧叫好，溫樓見狀更加生氣。步萌歸還喜帖卻得知親事取消，甄世爽看出步萌愛上溫樓，他終於斷了舊情。言妃三人撮合溫樓和步萌和好，豈料步萌又激怒溫樓。步萌主動道歉，溫樓表白因為愛她才想讓她吃醋。                                             |
| 22   | 女人的冤家是脂肪 | 劇情發展 蘇軟痴心向溫樓求愛，步萌和溫樓大秀恩愛逼退蘇軟。曲嬪看到這一幕，認定步萌避寵是在欺騙她。蘇軟指責曲嬪肥胖，她藉機挑撥曲嬪和閨蜜步萌等人的關係。蘇軟教唆曲嬪節食減肥，曲嬪不堪忍受減肥痛苦，竟跳下屋頂自殺。蘇軟和步萌宣戰，曲嬪卻選擇相信蘇軟。曲嬪服用減肥藥生病，步萌等人陪伴左右，曲嬪被友情感動疏遠蘇軟。曲嬪在閨蜜的幫助下減肥成功，溫樓卻聲稱喜歡她原來豐滿的樣子。                                                   |
| 23   | 為美麗投資       | 劇情發展 何棄療以皇上點讚為噱頭，出版美妝書受到后宮女子爭相追捧。蘇軟提供三無美容產品，利用何棄療賣給后宮女子。蘇軟又鼓吹何棄療做整容生意，何棄療隨即找來御廚蔡太賢當合夥人。蔡太賢用菜刀做整容手術，他心生膽怯逃走。何棄療無奈求柳謹言合作，柳謹言痛罵他刮骨美容的主意。美容產品導致后宮女子毀容，何棄療坦白蘇軟是幕後主使。步萌要求將蘇軟趕出后宮，溫樓卻選擇袒護蘇軟。                                                           |
| 24   | 投資"雞"金       | 劇情發展 步萌獻上美味的絕味雞，溫樓品嚐後贊不絕口，他因此賞賜步萌許多珍寶。蘇軟爆料絕味雞有特殊的飼養方法，妃子為了爭寵也開始養雞，后宮也因此變得十分混亂。蘇軟攛掇言妃開辦養雞場，妃子紛紛投資言妃的項目。溫樓突然宣布拒絕吃雞，妃子抗議要求言妃賠錢，言妃這才發現自己被蘇軟欺騙。蘇軟獻策解決養雞後患，她藉此討好溫樓，步萌看到他們舉止親密一怒之下提出分手。                                                                     |
| 25   | 戲說江湖         | 劇情發展 小郡王長治、小郡主久安入宮，原來他們太過頑皮被母親送給溫樓管教。長治偶然目睹驍貴人練武，他誠心拜師學藝，步萌卻騙他在火盆上面紮馬步。步萌和溫樓分手後賭氣，歸還對方愛情信物。長治摔進火盆受傷，驍貴人無奈傳授長治拳法。步萌宣稱溫樓是採花高手，溫樓遂約她深夜密會。小郡王兄妹想要闖蕩江湖，侍衛、御醫、史官紛紛講述江湖仇殺往事，設法打消他們闖蕩江湖的念頭。                                                               |
| 26   | 武林盟主         | 劇情發展 蘇軟安排乞丐誘拐小郡王兄妹參加武林大會，她對溫樓栽贓步萌是幕後黑手。溫樓約步萌深夜相見，步萌赴約卻被戲弄。溫樓將小郡王兄妹交給芳華宮管教，為了打消孩子參加武林大會的念頭，步萌等人聲稱前往武林大會的路途十分凶險。步萌在芳華宮舉辦了一場另類的武林大會，小郡王兄妹終於放棄參加武林大會。老乞丐再度誘哄小郡王兄妹出宮參加最強大腦，鮑屈審問揭穿真相，蘇軟的陰謀敗露被趕出皇宮。                                             |
| 27   | 相愛相殺(上)     | 劇情發展 女將軍陳鳶喜蟬聯大岐難嫁戶的榜首，溫樓承諾賜婚給她。溫樓舉辦相親會，介紹陳鳶喜認識青年才俊煦方，陳鳶喜卻和步約一言不合大打出手，溫樓認為陳鳶喜和步約十分般配。步萌講述陳鳶喜和步約之間的多年恩怨，他們從小就是冤家。煦方提親打動陳鳶喜，步約揭穿煦方暗中陷害陳鳶喜，隨後陳鳶喜自薦上戰場擊退敵軍。 |
| 28   | 相愛相殺(下)     | 劇情發展 步約支持陳鳶喜重返戰場，他卻夢到陳鳶喜在戰場上為救他身亡。陳鳶喜在戰場上遇險，步約認清本心承認擔心她。前線傳來陳鳶喜陣亡的消息，步約親自前往戰場找回她的屍身。步約在靈堂上向陳鳶喜示愛，豈料此時陳鳶喜竟生還歸來。煦方向陳鳶喜求婚，步約也立即表白，他們一同請旨賜婚，陳鳶喜卻選擇嫁給煦方。陳鳶喜在成親當日逃婚向步約示愛，兩個有情人終成眷屬。                                                                           |
| 29   | 芳華宮添丁       | 劇情發展 太后將太監沛池賞賜給芳華宮，言妃認為他是太后派來監視芳華宮的眼線。沛池熱愛勞動很會討好妃子，這引起宮女春萍和煙儿的不滿。春萍和煙儿屢次設法惡整沛池，卻總是害人不成反害己。曲嬪的耳墜失踪，春萍和煙儿冤枉沛池是竊賊，誤會很快解開。曲嬪的金手鐲丟失，宮女意外發現竊賊正是沛池，更令人驚奇的是沛池是個假太監。 |
| 30   | "包"治百病       | 劇情發展 曲嬪喜歡名貴新潮的包包，她不惜賤賣首飾湊錢買包。后妃們紛紛買了名牌包，曲嬪背著舊包被她們嘲笑沒有存在感。步萌等人湊錢給曲嬪買包，豈料曲嬪購物卻沮喪回宮，原來名牌包都已經售完。言妃等人製作假冒的名牌包送給曲嬪，曲嬪帶著冒牌包參加妃子聚會，卻意外和太后撞包。太后和曲嬪拿的竟然都是冒牌包，真正的名牌包被溫樓買走送給步萌。                                                                                               |
| 31   | 紅塵來去一場夢   | 劇情發展 步萌幫助刺客逃跑，卻不肯說出緣由，原來刺客和驍貴人有關。步萌說出刺客身份，溫樓驚悉刺客是驍貴人的前任情郎。溫樓設宴討好太后，刺客偽裝成舞者行刺。驍貴人出手護駕，刺客再三對驍貴人手下留情，最終驍貴人一舉擒獲刺客沈觴。驍貴人潛入大牢要求一個解釋，沈觴坦白由於當年被陷害戰敗復仇行刺溫樓。沈觴在大牢自盡，他留下遺書坦白刺殺皇帝是因為愛著驍貴人。                                                                         |
| 32   | 總能被猜透的劇情 | 劇情發展 高麗少女樸麗姬千里尋親卻被馬車撞傷，溫樓微服私訪時將她帶回皇宮醫治。曲嬪擔心樸麗姬爭寵，步萌推測她要失憶，果然樸麗姬甦醒後失憶。步萌根據多年的閱讀經驗，預測失憶的樸麗姬會愛上第一個見到的男人溫樓。步萌等人又製作泡菜又熬參湯，終於幫樸麗姬找回記憶。樸麗姬自曝患了絕症，所以帶著父親的玉佩前往異國尋親。言妃發現玉佩是先皇的物品，樸麗姬竟是溫樓的妹妹。                                                                 |
| 33   | 半夜尖叫         | 劇情發展 步萌講鬼故事嚇壞芳華宮姐妹，隨後姐妹們扮鬼報復。當晚步萌竟然真的遇到女鬼，女鬼聲稱身體就埋在大樹下，逼迫步萌幫她挖出身體。步萌從夢中醒來，將遇鬼的噩夢告訴芳華宮姐妹，姐妹們卻不相信。為了平息步萌的恐慌，驍貴人動手竟真的挖出遺骸。步萌入夢又見到女鬼，女鬼自曝因為宮鬥身亡。柳謹言判斷挖出的骸骨是豬骨，都是大黃辛苦攢下的狗糧。                                                                                         |
| 34   | 情書             | 劇情發展 曲嬪給皇上寫情書卻受到冷遇，何棄療給妻子寫情書慘被家暴，號稱情感指導專家的步萌答應幫他們重寫情書。福熹收到陌生人小甜甜的來信，他和小甜甜逐漸成為筆友，可是有一天小甜甜突然來信說要斷絕聯繫。步萌捏造謊言，幫助太監福熹和小甜甜談起了一場精神戀愛。步萌將寫好的情書交給曲嬪、何棄療、福熹三人，豈料他們卻拿錯了情書。福熹和小甜甜現實中見面，愛情瞬間幻滅了。                                                               |
| 35   | 真話與假話       | 劇情發展 言妃調製的香水散發出惡臭，曲嬪製作的手工項鍊十分難看，步萌說出善意的謊言違心誇讚她們。何棄療、鮑屈等人也認為善意的謊言比真話好，步萌覺得自己的做法沒錯。曲嬪得意的大秀手工項鍊，卻遭到眾多妃子嘲笑，導致曲嬪受到太后責罰。步萌的謊言曝光，曲嬪和言妃勃然大怒。何棄療、鮑屈等人紛紛改口認為真話比善意的謊言更好，步萌痛改前非說真話卻意外傷了溫樓的心。                                                                     |
| 36   | 愛的選擇         | 劇情發展 西洋人凱撒聲稱要到皇宮尋找“紅杏”，而“紅杏”竟是樸麗姬。柳謹言和朴麗姬在流星下互生情愫，樸麗姬裝病試探，二人羞澀表白談起了地下戀情。鮑屈等人起哄吐槽柳謹言談戀愛是在攀高枝，柳謹言情急之下否認和朴麗姬是戀人，樸麗姬恰好聽到傷心分手。樸麗姬故意和凱撒舉止曖昧，柳謹言愛面子假裝不在乎，樸麗姬一怒答應和凱撒一起環遊世界。樸麗姬坐上馬車離開皇宮，柳謹言終於鼓起勇氣向她示愛。                                               |

## 電視原聲帶

### 中國大陸
| 曲序 | 曲目           |      | 作曲 | 演唱           |
| ---- | -------------- | ---- | ---- | -------------- |
| 1.   | 人間樂園       | 譚璇 | 劉暢 | 鄧童天、張文博 |
| 2.   | 別再愛我好不好 | 小柯 | 小柯 | 韓玖諾         |

### 香港
| 曲序 | 曲目     |        | 作曲   | 演唱   |
| ---- | -------- | ------ | ------ | ------ |
| 1.   | 別煩著我 | 張美賢 | 張家誠 | 戴祖儀 |